# Derzelas
Derzelas sau Derzis (sec. V î.Hr. și în veacurile următoare) este zeul traco-dac al sănătății, cu trăsături grecești. Numit și "Zeul cel Mare", el apare în mărturii epigrafice, numismatice, în izvoarele arheologice de la Histria și Odessos (Varna). În această ultimă colonie, dar și pe pereții de la Limanu (jud. Constanța), Derzelas este reprezentat călare, asimilat cu Cavalerul trac.
Un templu dedicat acestuia a fost construit la Histria - o colonie greacă pe malul Mării Negre în secolul III î.Hr. Derzelas a fost zeul dac principal în timpul vieții înaltului preot al lui Burebista, Deceneu Sacerdot, care a devenit mai târziu rege. Derzelas și principalul zeu dac Zalmoxis au fost asemănați în final într-un singur zeu.